# Wang Haotian
Wang Haotian (28 februari 1998) is een Chinees langebaanschaatser. Tijdens de Olympische Winterspelen 2022 in Peking vertegenwoordigde hij China op de 1500 meter. Hij eindigde 20e met een tijd van 1.47,13.

## Persoonlijke records[2]
| Afstand      | Tijd     | Datum             | Baan      |
| ------------ | -------- | ----------------- | --------- |
| 500 meter    | 35,28    | 26 september 2021 | Urumqi    |
| 1000 meter   | 1.08,67  | 12 december 2021  | Calgary   |
| 1500 meter   | 1.43,82  | 11 december 2021  | Calgary   |
| 3000 meter   | 3.56,76  | 24 augustus 2019  | Calgary   |
| 5000 meter   | 6.54,84  | 19 september 2019 | Calgary   |
| 10.000 meter | 15.47,50 | 10 januari 2020   | Changchun |

## Resultaten
| Jaar | Olympische Spelen                            |
| ---- | -------------------------------------------- |
| 2022 | 20e 1500m HF 12e massastart 8e achtervolging |